# Lactista stramineus
Lactista stramineus är en insektsart som först beskrevs av Wilhelm Ferdinand Erichson 1848.  Lactista stramineus ingår i släktet Lactista och familjen gräshoppor. Inga underarter finns listade i Catalogue of Life.